# الحمقى (فلم)
الحمقى (بالإنجليزية: The Goonies) فيلم كوميدي مغامرات أمريكي لعام 1985 شارك في إنتاجه وأخرجه ريتشارد دونر من سيناريو لكريس كولومبوس، استنادًا إلى قصة المنتج التنفيذي ستيفن سبيلبرغ. قصة الفيلم، عن مجموعة من الأطفال الذين يعيشون في حي «جون دوكس» في أستوريا بولاية أوريغون إنقاذ طردهم من منازلهم بسبب الديون، ويكتشفون خريطة كنز قديم تأخذهم في مغامرة لاكتشاف ثروة ضائعة منذ فترة طويلة.
صدر الفيلم في 7 يونيو 1985 في الولايات المتحدة، وحقق 124 مليون دولار في جميع أنحاء العالم بميزانية قدرها 19 مليون دولار ومنذ ذلك الحين أصبح فيلمًا نمطيًا Cult film (نوع من الأفلام يصبح بعد صدوره نمطًا يحتذى به - أو فيلم نال إعجاب أتباعه). في عام 2017، تم اختيار الفيلم للحفظ في السجل الوطني للأفلام بالولايات المتحدة لمكتبة الكونغرس Library of Congress باعتباره «مهمًا ثقافيًا أو تاريخيًا أو جماليًا».

## طاقم التمثيل
- شون أستين: في دور مايكل "ميكي والش"
- جوش برولين: في دور براندون "براند" والش
- جيف كوهين: في دور لورنس "تشانك" كوهين
- كوري فيلدمان: في دور كلارك "الفم" ديفيرو
- جوناثان كي هيو كوان: في دور ريتشارد "معلومات" وانج
- كيري غرين: في دور أندريا تيريزا "آندي" كارمايكل
- مارثا بليمبتون: في دور ستيفاني "ستيف" شتاينبرينر
- جون ماتوزاك: في دور لوتني "الكسل" فراتيلي
- آن رمزي: في دور ماما فراتيللي
- روبرت ديفي: في دور جيك فراتيلي
- جو بانتوليانو: في دور فرانسيس فراتيلي
- ماري إلين ترينور: في دور إيرين والش
- كيث ووكر: في دور إيرفينغ والش
- ستيف أنتين: في دور تروي بيركنز
- لوب أونتيفيروس: في دور روزاليتا
- مايكل بول تشان: في دور السيد وانج
- تشارلز مكدانيل: في دور السيد كوهين
- بول تويرب: في دور العمدة
- جورج روبوثام: في دور حارس السجن[6]
- يظهر المخرج ريتشارد دونر بشكل عارض cameo appearance كنائب العمدة.[7] المصور السينمائي للفيلم، نيك ماكلين، أيضًا ظهر بشكل عارض. الجزء الخاص بظهور عميل مكتب التحقيقات الفدرالي الميت قام به البهلواني تيد غروسمان.[8]

## أحداث الفيلم
تجمعت مجموعة من الصغار الذين يطلقون على أنفسهم «مجموعة الحمقى»، لبحث وضعهم، حيث أنهم سوف يفقدون منازلهم بسبب تأخير سداد الإيجارات. تقرر المجموعة قضاء عطلة نهاية أسبوع أخيرة معًا. يعثر أحدهم على خريطة كنز قديمة تزعم أنها تؤدي إلى كنز القرصان الأسطوري «ويلي الأعور»، وتبدأ المجموعة البحث عن الكنز. تطاردهم عائلة «فيراتللي» التي تريد الاستيلاء على الكنز أيضًا.
تصل المجموعة إلى مغارة حيث ترسو سفينة القرصان ويلي. تكتشف المجموعة أن السفينة مليئة بالكنوز ويبدأون في ملء جيوبهم، وعند مغادرتهم السفينة، تظهر عائلة فراتيللي ويجردونهم من كنوزهم، ويستولون على كل الكنوز التي يمكنهم الحصول عليها، يؤدي هذا إلى إطلاق مصيدة مفخخة أخرى تؤدي إلى انهيار الكهف.
تقبض الشرطة على عائلة فراتيللي، بينما يصف الأطفال مغامرتهم لوالديهم. يكشف أحدهم حقيبة مليئة بالجواهر التي أخذها من السفينة ولم تتمكن عائلة فراتيللي من الاستيلاء عليها، معلنًا أن لديهم ما يكفي من المال لإلغاء سداد الديون.

## موسيقى الفيلم
يصاحب الفيلم عددًا من الأغاني التي نالت شهرة عالمية:
سيندي لوبر Cyndi Lauper: الحمقى جيدون بما فيه الكفاية The Goonies 'R' Good Enough
جون سكواد Goon Squad: ثمانية أذرع لتمسك بك Eight Arms to Hold You
فيليب بايلي Philip Bailey: الحب حي Love Is Alive
البانجلز The Bangles: لم اتحصل على شيء I Got Nothing
تينا ماري Teena Marie: أربعة عشر قيراط 14K
ريو سبيد واجون REO Speedwagon: أينما كنت ذاهبة (لا بأس) (Wherever You're Goin' (It's Alright
لوثر فاندروس Luther Vandross: إنها جيدة جدًا لي She's So Good to Me
سيندي لوبر Cyndi Lauper: يا له من تشويق What a Thrill
جوزيف ويليامز Joseph Williams: احفظ الليلة Save the Night
ديف جروزن Dave Grusin: لحن فيلم «الحمقى» Theme from The Goonies

## استقبال الفيلم
شباك التذاكر
حقق الفيلم مبلغ تسعة ملايين دولار في عطلة نهاية الأسبوع الافتتاحية في الولايات المتحدة، وجاء في المرتبة الثانية على قائمة أعلى الإيرادات. حقق الفيلم 63.4 مليون دولار في الولايات المتحدة وكندا، وحقق 60.6 مليون دولار حول العالم، ليصبح الناتج الكلي 124 مليون دولار.
استقبال النقاد
حصل الفيلم على تقييم 76% على موقع الطماطم الفاسدة بناء على آراء 58 ناقد سينمائي، وكتب الإجماع النقدي للموقع: «الفيلم عبارة عن مزيج نشط وصاخب أحيانًا من المشاعر المعروفة للمخرج المنتج» ستيفن سبيلبرج«، وأيضا العاب ملاهي الأطفال التي تجذب الصغار وتجذب الكبار بالحنين للماضي»، وحصل على موقع ميتاكريتيك على تقييم 62%.
منح روجر إيبرت الفيلم ثلاث نجوم من أصل أربعة، ووصف الفيلم بأنه: «مزيج سلس من المكونات المعتادة من أفلام الحركة للمخرج ستيفن سبيلبرغ، الذي جعله مميزًا بسبب الأداء عالي الطاقة للأطفال الذين خاضوا المغامرات.»
منح جين سيسكل من صحيفة شيكاغو تريبيون ثلاثة نجوم من أصل أربعة وكتب: «بعد بداية مملة يحدث نوع من معجزة الأفلام الصغيرة، التي تبدأ عندما يتوقف الأطفال عن تداول الحيل والاقتراب من العثور على كنز القراصنة المفقود منذ فترة طويلة، وبالتالي للمساعدة في إنقاذ منازل والديهم، عندها فقط نقبل الحمقى على حقيقتهم نهاية مضحكة للأحداث تدور حول أطفال في مواقف محفوفة بالمخاطر كما في الكتب الهزلية».
جانيت ماسلين من صحيفة نيويورك تايمز كتبت: «أن الفيلم لديه نوع من الإيقاع السريع الذي يبقيه سريعًا، ومضحكًا، وعبقريًا، ومسليًا»، ووصفته بأنه «نوع خطير من العاب ديزني لاند في فيلم مختوم بأسلوب ستيفن سبيلبرغ من المرح العالي، مثله مثل الروائع الأخرى لسبيلبرغ».
كتبت مجلة «فارايتي»: «نوع خطير من ديزني لاند في فيلم مختوم بأسلوب ستيفن سبيلبرغ من المرح العالي».
أطلق عليه بول أتاناسيو من صحيفة واشنطن بوست: «فيلم مصنوع ببراعة، مليء بالطاقة وأحيانًا بالذكاء، وقد لا يهم أي شخص فوق سن 12».
كتب كولين جرينلاند: «لم أتمكن من الاستمتاع بالفيلم بسبب مجموعة من الأطفال الذين كانوا يصرخون طوال الفيلم من حولي».
الجوائز
فازت الممثلة آن رامسي بجائزة ساتورن Saturn Award لأفضل ممثلة مساعدة عن دورها في دور «ماما» فراتيلي. في حفل جوائز الشباب السابع للأفلام (المعروفة الآن باسم جوائز الفنان الشاب)، فاز الممثل جو أستين بجائزة أفضل أداء لممثل شاب. كما تم ترشيح كوهين وفيلدمان وبليمبتون لجوائز عن أدائهم في الفيلم، وترشح الفيلم نفسه لأفضل فيلم مغامرات.

## وصلات خارجية
- مقالات تستعمل روابط فنية بلا صلة مع ويكي بيانات